# Coppa di Russia di football americano 2021
La coppa di Russia di football americano 2021 è la 3ª edizione dell'omonimo torneo di football americano.

## Squadre partecipanti
| Club                          | Città           | Stadio | Sponsor ufficiale | Risultato nella stagione 2020 |
| ----------------------------- | --------------- | ------ | ----------------- | ----------------------------- |
| Ekaterinburg Ural Lightnings  | Ekaterinburg    |        |                   |                               |
| Moscow United                 | Mosca           |        |                   |                               |
| Samara Stormbringers          | Samara          |        |                   |                               |
| Sankt Petersburg Griffins     | San Pietroburgo |        |                   |                               |
| Sankt Petersburg North Legion | San Pietroburgo |        |                   |                               |
| Spartak Bryansk               | Brjansk         |        |                   |                               |
| Vladivostok Wildpandas        | Vladivostok     |        |                   |                               |

## Tabellone
|  | Quarti di finale              | Quarti di finale              |                               |                        | Semifinali                | Semifinali                |  |  | Finale                   | Finale |
|  |                               |                               |                               |                        |                           |                           |  |  |                          |        |
|  | 4 luglio 2021, 11:00 (A)      |                               |                               |                        |                           |                           |  |  |                          |        |
|  |                               |                               |                               |                        |                           |                           |  |  |                          |        |
|  | Ekaterinburg Ural Lightnings  | 0                             |                               |                        |                           |                           |  |  |                          |        |
|  | Ekaterinburg Ural Lightnings  | 0                             | 25 settembre 2021, 15:30 (D)  |                        |                           |                           |  |  |                          |        |
|  | Sankt Petersburg Griffins     | 44                            |                               |                        |                           |                           |  |  |                          |        |
|  | Sankt Petersburg Griffins     | 44                            | Sankt Petersburg Griffins     | 49                     |                           |                           |  |  |                          |        |
|  | 11 settembre 2021, 14:00 (B)  |                               | Sankt Petersburg Griffins     | 49                     |                           |                           |  |  |                          |        |
|  |                               | Spartak Bryansk               | 12                            |                        |                           |                           |  |  |                          |        |
|  | Spartak Bryansk               | Spartak Bryansk               | 12                            | 32                     |                           |                           |  |  |                          |        |
|  | Spartak Bryansk               |                               | 26 settembre 2021, 15:00      | 32                     |                           |                           |  |  |                          |        |
|  | Moscow United                 | 27                            |                               |                        |                           |                           |  |  |                          |        |
|  | Moscow United                 | 27                            | Sankt Petersburg Griffins     | 0                      |                           |                           |  |  |                          |        |
|  | 12 settembre 2021, 16:00 (C)  |                               | Sankt Petersburg Griffins     | 0                      |                           |                           |  |  |                          |        |
|  |                               | Sankt Petersburg North Legion | 38                            |                        |                           |                           |  |  |                          |        |
|  | Samara Stormbringers          | Sankt Petersburg North Legion | 38                            | 0                      |                           |                           |  |  |                          |        |
|  | Samara Stormbringers          | 25 settembre 2021, 11:00 (E)  |                               | 0                      |                           |                           |  |  |                          |        |
|  | Sankt Petersburg North Legion | 47                            |                               |                        |                           |                           |  |  |                          |        |
|  | Sankt Petersburg North Legion | 47                            | Sankt Petersburg North Legion | 38                     | Finale per il terzo posto | Finale per il terzo posto |  |  |                          |        |
|  |                               |                               | Sankt Petersburg North Legion | 38                     | Finale per il terzo posto | Finale per il terzo posto |  |  |                          |        |
|  |                               | Vladivostok Wildpandas        | 22                            |                        |                           |                           |  |  |                          |        |
|  |                               | Vladivostok Wildpandas        | 22                            |                        | Spartak Bryansk           | 12                        |  |  |                          |        |
|  |                               |                               |                               |                        | Spartak Bryansk           | 12                        |  |  |                          |        |
|  |                               |                               |                               | Vladivostok Wildpandas | 64                        |                           |  |  |                          |        |
|  |                               |                               |                               | Vladivostok Wildpandas | 64                        |                           |  |  |                          |        |
|  |                               |                               |                               |                        |                           |                           |  |  | 26 settembre 2021, 11:00 |        |
|  |                               |                               |                               |                        |                           |                           |  |  |                          |        |

## Stagione regolare

### Calendario

#### Quarti di finale
| Ekaterinburg 4 luglio 2021, ore 11:00 | Ekaterinburg Ural Lightnings | 0 – 44 (0-14 0-9 0-7 0-14) referto | Sankt Petersburg Griffins | Stadion Lokomotiv |

| Brjansk 11 settembre 2021, ore 14:00 | Spartak Bryansk | 32 – 27 (0-13 12-14 14-0 6-0) referto | Moscow United | Stadion Spartak |

| Samara 12 settembre 2021, ore 16:00 | Samara Stormbringers | 0 – 47 (0-13 0-14 0-20 0-0) referto | Sankt Petersburg North Legion | Stadion Lokomotiv |

#### Semifinali
| San Pietroburgo 25 settembre 2021, ore 11:00 | Sankt Petersburg North Legion | 38 – 22 (7-0 17-0 0-16 14-6) referto | Vladivostok Wildpandas | MSA Petrovskij |

| San Pietroburgo 25 settembre 2021, ore 15:30 | Sankt Petersburg Griffins | 49 – 12 (21-0 14-6 14-0 0-6) referto | Spartak Bryansk | MSA Petrovskij |

#### Finale 3º - 4º posto
| San Pietroburgo 26 settembre 2021, ore 11:00 | Spartak Bryansk | 12 – 64 (6-20 6-16 0-20 0-8) referto | Vladivostok Wildpandas | MSA Petrovskij |

#### III Finale
| San Pietroburgo 26 settembre 2021, ore 15:00 | Sankt Petersburg Griffins | 0 – 38 (0-7 0-17 0-14 0-0) referto | Sankt Petersburg North Legion | MSA Petrovskij (300 spett.) |
| Marcatori Šorikov Q1 ( TD ) run Smirnov Q1 ( pat ) Rybakov Q2 ( TD ) run Smirnov Q2 ( pat ) Šorikov Q2 ( TD ) run Smirnov Q2 ( pat ) Smirnov Q2 ( FG ) Rybakov Q3 ( TD ) run Smirnov Q3 ( pat ) Šorikov Q3 ( TD ) run Smirnov Q3 ( pat ) |                           | |                               |                             |
| |                           | |                               |                             |
| | Marcatori                 | Šorikov Q1 (TD) run Smirnov Q1 (pat) Rybakov Q2 (TD) run Smirnov Q2 (pat) Šorikov Q2 (TD) run Smirnov Q2 (pat) Smirnov Q2 (FG) Rybakov Q3 (TD) run Smirnov Q3 (pat) Šorikov Q3 (TD) run Smirnov Q3 (pat) |                               |                             |

## Verdetti
- Sankt Petersburg North Legion Vincitori della Coppa di Russia 2021

## Marcatori
| Giocatore    | Sq.                           | TD rush | TD recv | TD int | TD p.ret | TD k.ret | TD oth | Xp1 | Xp2 | FG | Saf | Totale |
| ------------ | ----------------------------- | ------- | ------- | ------ | -------- | -------- | ------ | --- | --- | -- | --- | ------ |
| Rybakov      | Sankt Petersburg North Legion | 6       | 0       | 0      | 0        | 0        | 0      | 0   | 0   | 0  | 0   | 36     |
| Šorikov      | Sankt Petersburg North Legion | 6       | 0       | 0      | 0        | 0        | 0      | 0   | 0   | 0  | 0   | 36     |
| Jacunenko    | Spartak Bryansk               | 0       | 5       | 0      | 0        | 0        | 0      | 0   | 1   | 0  | 0   | 32     |
| Černjakov    | Vladivostok Wildpandas        | 1       | 2       | 0      | 0        | 0        | 1      | 0   | 3   | 0  | 0   | 30     |
| Litvin       | Vladivostok Wildpandas        | 1       | 3       | 0      | 0        | 0        | 0      | 0   | 0   | 0  | 0   | 24     |
| Smirnov      | Sankt Petersburg North Legion | 0       | 0       | 0      | 0        | 0        | 0      | 15  | 0   | 2  | 0   | 21     |
| Lebedev      | Sankt Petersburg Griffins     | 0       | 1       | 0      | 0        | 0        | 0      | 10  | 0   | 1  | 0   | 19     |
| 3 giocatori  | 18                            |         |         |        |          |          |        |     |     |    |     |        |
| 6 giocatori  | 12                            |         |         |        |          |          |        |     |     |    |     |        |
| 11 giocatori | 6                             |         |         |        |          |          |        |     |     |    |     |        |
| R. Kozlov    | Moscow United                 | 0       | 0       | 0      | 0        | 0        | 0      | 3   | 0   | 0  | 0   | 3      |
| 2 giocatori  | 2                             |         |         |        |          |          |        |     |     |    |     |        |

- Miglior marcatore: Rybakov e Šorikov ( Sankt Petersburg North Legion), 36